# Umocňování
Umocňování je matematická operace, která vychází z opakovaného násobení. Umocňování je k násobení v podobném vztahu, v jakém je samo násobení ke sčítání. Umocňování slouží ke zkrácenému zápisu vícenásobného násobení:
{\displaystyle \underbrace {z\cdot z\cdot z\cdots z} _{n\operatorname {-kr{\acute {a}}t} }=z^{n}}
V tomto vzorci se z označuje jako základ mocniny (mocněnec) a n se nazývá exponent (mocnitel). Výsledek je „n-tá mocnina čísla z“, „z na n-tou“. Například 3 · 3 · 3 · 3 = 81 je „tři na čtvrtou“, což zapisujeme 34. Exponent může být obecně reálné, nebo dokonce komplexní číslo (viz #Definice).
Speciálním případem prázdného součinu je z0 = 1 (pro z ≠ 0, jinak viz #Nula na nultou). Pro nulový základ a kladný exponent (n > 0) pak platí 0n = 0.
Když z technických důvodů nelze psát exponent na horní pozici, používá se často zápis ve tvaru z^n, někdy také z**n.
Pomocí umocňování je definováno několik základních funkcí a posloupností: Mocninná funkce f(x) = a · xn, exponenciální funkce f(x) = zx, geometrická posloupnost an = zn a funkce f(x) = xx.
Inverzní operace k umocňování je odmocňování. Opakované umocňování je tetrace.

## Definice
Mocnina s přirozeným exponentem ({\displaystyle n\in \mathbb {N} }) se tedy definuje jako opakované násobení, které lze zapsat rekurentně takto:
{\displaystyle z^{1}=z}
{\displaystyle z^{n+1}=z^{n}\cdot z}
Rekurentní vzorec lze obrátit a tak při nenulovém základu ({\displaystyle z\neq 0}) tuto definici použít i pro ostatní celé exponenty ({\displaystyle n\in \mathbb {Z} }):
{\displaystyle z^{n}={z^{n+1} \over z}}
{\displaystyle z^{0}={z \over z}=1}
{\displaystyle z^{-n}={1 \over z^{n}}=\left({1 \over z}\right)^{n}}
Definici lze dále zobecnit pro racionální exponent s využitím odmocňování:
{\displaystyle z^{n \over m}={\sqrt[{m}]{z^{n}}}}
Zobecnění na celý obor reálných čísel (tzn. rozšíření definice o mocniny s iracionálními exponenty) se pak dosahuje dodefinováním pomocí limity:
{\displaystyle z^{n}=\lim _{x\to n \atop x\in \mathbb {Q} }z^{x}}
Pro mocniny s komplexním základem {\displaystyle z=a+bi=r\cdot (\cos \varphi +i\sin \varphi )=r\cdot e^{i\varphi }}, kde {\displaystyle a,b,\varphi \in \mathbb {R} } a {\displaystyle r\in \mathbb {R} _{0}^{+},} pak platí (viz Moivrovu větu)
{\displaystyle z^{n}\equiv (a+bi)^{n}=(r\cdot e^{i\varphi })^{n}=r^{n}\cdot e^{i\;n\varphi }=r^{n}\cdot [\cos(n\varphi )+i\sin(n\varphi )].}
Argument {\displaystyle \varphi =\operatorname {Arg} z} má nutně skok, jehož polohu však lze zvolit. Volí se zpravidla {\displaystyle \varphi } z intervalu {\displaystyle \langle 0;2\pi )} nebo {\displaystyle (-\pi ;\pi \rangle }. Komplexní mocnina s neceločíselným exponentem je tedy obecně mnohoznačná funkce a není na celé komplexní rovině holomorfní.
Pokud je navíc komplexním číslem i exponent {\displaystyle n}, pak je mocnina dána jako
{\displaystyle z^{n}=e^{n\ln z}=e^{n(i\varphi +\ln r)}.}

### Alternativní definice
Užitečná definice z oblasti teorie množin říká, že pro množiny {\displaystyle A,B} je {\displaystyle A^{B}=\{f|f:B\rightarrow A\}} čili množina všech zobrazení množiny {\displaystyle B} do množiny {\displaystyle A}, tedy takových zobrazení, která každému prvku z {\displaystyle B} přiřazují právě jeden prvek z {\displaystyle A}. Jsou-li obě množiny konečné, pak počet takových zobrazení je {\displaystyle \left|A^{B}\right|=|A|^{|B|}}, přičemž klademe 00 = 1 (viz #Nula na nultou). Příklad:
{\displaystyle \{0,1\}^{\{a,b\}}={\Big \{}\{a\mapsto 0;b\mapsto 0\},\{a\mapsto 0;b\mapsto 1\},\{a\mapsto 1;b\mapsto 0\},\{a\mapsto 1;b\mapsto 1\}{\Big \}}}
{\displaystyle \left|\{0,1\}^{\{a,b\}}\right|=|\{0,1\}|^{|\{a,b\}|}=2^{2}=4}
Mocninu {\displaystyle z^{n}} s nezáporným celým základem i exponentem ({\displaystyle z,n\in \mathbb {N} _{0}}) lze také vyjádřit jako počet všech uspořádaných {\displaystyle n}-tic, jejichž složky jsou ze {\displaystyle z}-prvkové množiny. Toto vyjádření je velmi podobné předchozí definici, protože zobrazení {\displaystyle n}-prvkové množiny lze zapsat jako uspořádanou {\displaystyle n}-tici. Příklad:
{\displaystyle 2^{3}=\left|\{0,1\}^{3}\right|=\left|{\Big \{}(0,0,0),(0,0,1),(0,1,0),(1,0,0),(0,1,1),(1,1,0),(1,0,1),(1,1,1){\Big \}}\right|=8}

## Vlastnosti
Pro reálná nebo komplexní čísla {\displaystyle a,b,x,y} platí následující vztahy (jsou-li výrazy na obou stranách definované):
- {\displaystyle \left(ab\right)^{x}=a^{x}\cdot b^{x}} za podmínky, že {\displaystyle x} je celé číslo nebo {\displaystyle \operatorname {Arg} a+\operatorname {Arg} b\in (-\pi ;\pi \rangle }, tedy že se neprojeví skok argumentu
- {\displaystyle \left({\frac {a}{b}}\right)^{x}={\frac {a^{x}}{b^{x}}}} za podmínky, že {\displaystyle x} je celé číslo nebo {\displaystyle \operatorname {Arg} a-\operatorname {Arg} b\in (-\pi ;\pi \rangle }
- {\displaystyle a^{x}\cdot a^{y}=a^{x+y}}
- {\displaystyle a^{-x}={\frac {1}{a^{x}}},\quad a\neq 0}
- {\displaystyle {\frac {a^{x}}{a^{y}}}=a^{x-y},\quad a\neq 0}
- {\displaystyle \left(a^{x}\right)^{y}=a^{x\cdot y}} za podmínky, že {\displaystyle y} je celé číslo nebo {\displaystyle \operatorname {Im} (x\ln a)\in (-\pi ;\pi \rangle }
- {\displaystyle a^{0}=1} pro {\displaystyle a\neq 0} (pro 00 viz níže)

Umocňování není obecně komutativní (23 ≠ 32) ani asociativní: (22)3 ≠ 2(23).

## Mocniny nuly
Nula umocněná na kladné číslo je nula, tedy pro x > 0 je 0x = 0.
Naproti tomu nula umocněná na záporné číslo není definována, protože takový výraz vede na dělení nulou, které není na množině reálných ani komplexních čísel definováno:
Pro x > 0 je {\displaystyle 0^{-x}={1 \over 0^{x}}={1 \over 0}.}

### Nula na nultou
Zcela obecně není výraz 00 definován. Limita mocniny, jejíž základ i exponent konvergují k nule, je totiž tzv. neurčitý výraz a pro její vyčíslení je potřeba znát vztah mezi základem a exponentem. Na výraz 00 se tedy lze dívat dvěma základními způsoby. První pohled na něj hledí jako na limitu funkce x0, která je všude kromě nuly rovna jedné, takže je možno ji v nule dodefinovat stejně a klade se 00 = 1. Naopak druhý pohled vychází z funkce 0x, která je pro všechna kladná x nulová, takže se i v nule dodefinuje 00 = 0.
V běžných situacích se používá hlavně první definice (00 = 1), která je vyžadována pro jednoduchý zápis mnoha vzorců:
- Aby při zápisu polynomu ve tvaru {\displaystyle p(x)=\sum _{k=0}^{n}{a_{k}x^{k}}} platilo {\displaystyle p(0)=a_{0}}, musí být 00 = 1. Podobný zápis se používá také pro mocninnou řadu.
- Obecná platnost binomické věty vyžaduje 00 = 1.[2]
- Existuje právě jedno zobrazení prázdné množiny do prázdné množiny, a to prázdné zobrazení (viz #Alternativní definice).
- Pravidlo pro derivování mocninné funkce {\displaystyle {\tfrac {\operatorname {d} x^{n}}{\operatorname {d} x}}=nx^{n-1}} platí pro n = 1 v bodě x = 0 jen tehdy, když 00 = 1.

Jindy je 00 ponecháno nedefinované, zcela výjimečně je možno se setkat i s použitím druhé definice (00 = 0).[zdroj⁠?!]

## Zvláštní mocniny
V každodenním životě často používáme mocniny o základu deset (to jsou 1, 10, 100, 1000, …). Tyto mocniny tvoří základ naší desítkové číselné soustavy, také v soustavě SI jsou předpony násobků jednotek označením mocnin deseti – 1 kg = 10³ g apod.
Velmi časté je rovněž využití druhé mocniny (a2), tj. vynásobení čísla a sama sebou. Druhá mocnina je v běžné řeči někdy označována jako čtverec, protože obsah čtverce je roven druhé mocnině délky jeho hrany (S = a2).
Počítače při zpracování dat používají dvojkovou soustavu, založenou na mocninách čísla 2. Z toho důvodu se někdy v informatice používají násobky jednotek jako mocniny o základu 2 – 1 KiB = 210 B = 1024 B. (Viz též binární předpony.)
V matematice jsou zvlášť důležité mocniny o základu e ≅ 2,71828, takzvaného Eulerova čísla.